# Columbus Grove
Columbus Grove falu az Egyesült Államokban, Ohio állam Putnam megyéjében.

## Történet és etimológia
A hely a Wayne és Findlay erődöket összekötő régi út mentén a "Nagy Fekete Mocsár" mellett feküdt egy magaslaton. A kiemelkedésen egy juharfa-liget állt, melynek édes nedvét az indiánok minden évben begyűjtötték. Az 1817-ben megkötött Fort Meigs-i egyezmény eredményeképpen az otavák feladták a környéket és megindulhatott a betelepülés a vidékre az 1830-as évek elejétől.
Columbus Grove települést 1842 decemberében alapította egy bizonyos Frederick Fruchey kapitány. Az első fehér telepesek: William Turner és Elias Fetheringill voltak és a legelső lakók többsége az ohiói Columbus környékéről származott, innen a névválasztás is, mely lényegében "Columbus-ligetet" jelent. A Baltimore and Ohio Railroad vasúttársaság 1859-ben épített vasútvonalat Grove-on keresztül.
Postahivatal 1862-től, önkormányzati testület pedig 1864-től működik a településen. Az első polgármester és békebíró David Jones volt, akit még 1863-ban választottak meg és 25 évig töltötte be mindkét tisztséget.
Az első lakás célját szolgáló kőépületet Theodore Kinmeke építette 1870-ben, majd 1873-ban megnyitotta első kőből épült üzlethelyiségét. Az első fazekas manufaktúrát a Durfey testvérek hozták létre. 1883-ban egy bizonyos A.H. Day kereskedelmi és szórakoztatóipari tevékenységbe ("Day's Opera House") kezdett. Grove House néven hotel is nyílt a településen. Isaac Fullerton (más néven: Doc Fullerton) végzett gyógyászati tevékenységet tenyérből olvasás révén, mindenféle orvosi végzettség nélkül. Mr. Parker volt ebben társa, akinél gyógyfürdőt lehetett venni. Rendelőjük "Parker Sanitarium" néven futott.

## Földrajz és népesség
Columbus Grove földrajzi koordinátái: é. sz. 40° 55′ 10″, ny. h. 84° 03′ 36″40.919444°N 84.060000°W (40.919437, -84.059999).
Az Egyesült Államok Népszámlálási Hivatala adatai szerint a település teljes területe 1,08 sq mi (2,80 km2).
A 2010. évi szövetségi népszámlálás adatai szerint 2137 fő élt a településen, 858 háztartásban és 594 családban. A lakosság származását tekintve: 94,2 % fehér, 0,6 % őslakos indián, 0,2 % ázsiai, és 1,8 % egyéb eredetű. Latin, illetve spanyol eredetű a lakosság 4,8 %-a.
A 858 háztartás 34,3 százalékában élt 18 éves kor alatti gyermek, 51,2 %-ában házaspárok laktak együtt, 12,9 % esetében egyedül élő nő, míg 5,1 %-ban egyedül élő férfi volt a tulajdonos és a lakóingatlanok 30,8 %-át nem családok lakták. A háztartások 12,6 %-ában élt egyedülálló 65 év feletti lakos. A háztartásban élők átlagos száma 2,49 fő, míg az átlagos családnagyság 3,03 volt.
Az átlagéletkor 37,1 év volt. A lakosok 27,7 %-a 18 év alatti, 8,9 %-a 18 és 24 éves közötti, 23,8 %-a 25-44 éves, 23,8 %-a 45-től 64-ig terjedő életkorú, 15,8 %-a pedig 65 év feletti volt. A nemek aránya a településen: 48,6 % férfi és 51,4 % nő.

## Önkormányzat
A települést a polgármester által vezetett tanács irányítja (angolul: "mayor-council").

## Oktatási intézmények
A településen általános iskola és középiskola is működik, valamint a Páduai Szent Antal Iskola, mely a Római katolikus egyház intézménye.
Közkönyvtár is üzemel, mely a Putnam Megyei Könyvtár fiókintézete.